# Северный (Карелия)
Северный — посёлок в составе Ругозерского сельского поселения Муезерского района Республики Карелия.

## Общие сведения
Расположен на автодороге А134 (Кочкома—Костомукша).

## Население
| 2002 | 2009 | 2010 | 2013 |
| ---- | ---- | ---- | ---- |
| 3    | →3   | →3   | →3   |